# Tunapaz
Tunapaz är en ort i Mexiko.   Den ligger i kommunen Chilón och delstaten Chiapas, i den sydöstra delen av landet, 800 km öster om huvudstaden Mexico City. Tunapaz ligger 911 meter över havet och antalet invånare är 232.
Terrängen runt Tunapaz är huvudsakligen kuperad, men den allra närmaste omgivningen är platt. Tunapaz ligger nere i en dal. Runt Tunapaz är det glesbefolkat, med 16 invånare per kvadratkilometer. Närmaste större samhälle är Ocosingo, 15,6 km söder om Tunapaz. I omgivningarna runt Tunapaz växer i huvudsak städsegrön lövskog.